# Tony Falanga
Anthony „Tony“ Falanga (* in Brooklyn, New York) ist ein amerikanischer Kontrabassist, der im Bereich der Klassik, des Jazz und der Weltmusik tätig ist. Bekannt wurde er durch die Zusammenarbeit mit Ornette Coleman. 

## Werdegang
Falanga studierte auf der Manhattan School of Music, dann auf der Juilliard School of Music, wo David Walter sein Mentor war; er setzte seine Studien am Berklee College of Music fort, wo er in Jazz Performance abschloss.
Er ist Assistent des Leiters des Orchestra of St. Lukes. Seit 2002 war er Mitglied des Ornette Coleman Quartet, mit dem er auch das 2007 mit dem Pulitzer-Preis ausgezeichnete Album Sound Grammar einspielte.
Ferner ist er als Solist mit dem  New York Concertino, dem Tchaikovsky Chamber Orchestra, Wynton Marsalis, Joe Lovano und Jim Hall aufgetreten. Mit seinen Kollegen John Patitucci und John Feeney interpretierte eigene Arrangements von Stücken von Charles Mingus für drei Bässe. Mehrfach begleitete er Giora Feidman auf Europatourneen und ist auch auf dessen Alben dokumentiert. Aktuell gehört er dem Just Ornette Quartet von Al MacDowell an. Falanga ist als Begleiter auch auf Alben von Annie Gosfield, Rosie O’Donnell oder Frederica von Stade zu hören.

## Diskographische Hinweise
- Ornette Coleman Sound Grammar (2006)
- Soul of the Bass (Plane Records 2000)
- Giora Feidman Klezmer Celebration (Pläne 1997)